# 班禪堪布會議廳
班禪堪布會議廳（藏語：མཁན་པོ་ནང་མ་ཁང་，威利转写：mkhan po nang ma khang，藏语拼音：kainpo nangmakang），原西藏班禪系統管理政教事務的機構，由班禪所屬重要堪布組成。藏語稱「囊馬崗」，意為「內務處」。 1923年冬，九世班禪到內地後，始用漢稱「堪布會議廳」，簡稱「堪廳」。1949年後，改稱「班禪堪布會議廳委員會」。1961年7月，國務院批准該委員會的申請，宣告結束。